# Bang Bead
Bang Bead , conocido en Japón como los granos de Bang ( バンビーズ? ) , es un juego de pelota y paddle desarrollado y publicado por Visco exclusivamente para Neo-Geo, específicamente solo para arcade. Combina los géneros de la Magnavox Odyssey juego de ping pong, Atari 's Pong y Breakout arcadas, y Nintendo 's Escupita Sparky del Game & Watch serie. Puede elegir entre 9 personajes y jugar contra otro jugador o el equipo. Elimina a las estrellas detrás del otro jugador a continuación, obtener la pelota rebotando a través de ganar la ronda.